# Санти-Козма-э-Дамиано (титулярная диакония)

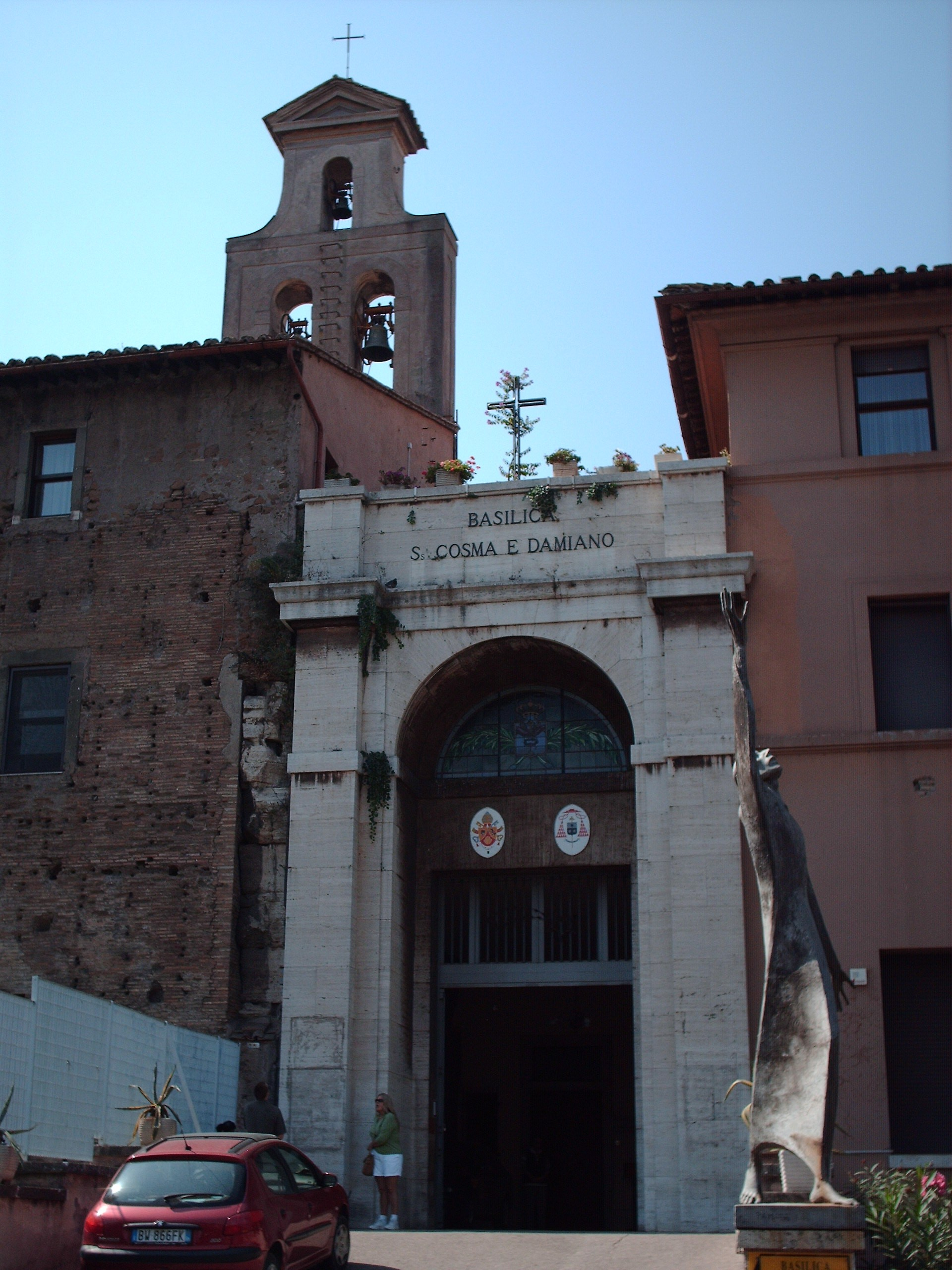
Церковь святых Космы и Дамиано в Риме, титулярная церковь

Титулярная диакония Санти-Козма-э-Дамиано (лат. Diaconia Sanctorum Cosmæ et Damiani) — титулярная церковь, согласно Liber Pontificalis, титулярная диакония Святых Косьмы и Дамиана была основана папой Адрианом I около 800 года. Данная базилика была основана, по заказу папы Феликса IV, после того, как Амаласунта, дочь остготского короля Теодориха, в 527 году подарила папе форумскую библиотеку с языческим храмом Ромула (Ромулом звали сына императора Максенция), папа распорядился объединить оба здания и, в противовес процветавшему в этой части Рима культу Кастора и Поллукса, освятил храм в память греческих братьев Космы и Дамиана. Титулярная диакония принадлежит базилике Санти-Козма-э-Дамиано, расположенной в районе Рима Монти, на виа деи Фори Империали.

## Список кардиналов-дьяконов и кардиналов-священников титулярной диаконии Санти-Козма-э-Дамиано
- Пьетро Пьерлеони — (1106 — декабрь 1120, избран антипапой Анаклетом II);
  - вакантно (1120—1130);
- Гвидо да Вико — (1130 — 1150);
- Роландо Бандинелли, C.R.L. — (октябрь 1150 — 1152, назначен кардиналом-священником Сан-Марко, затем избран Папой Александром III);
- Бозо Брейкспир O.S.B. — (1155 — 1165);
  - вакантно (1165—1205);
- Джованни Колонна — (1205 — 1216, назначен кардиналом-священником Санти-Джованни-э-Паоло);
- Хиль Торрес — (декабрь 1216 — 5 ноября 1254, до смерти);
  - вакантно (1254—1262);
- Джордано Пиронти — (22 мая 1262 — октябрь 1269, до смерти);
  - вакантно (1269—1295);
- Бенедетто Каэтани младший — (1295 — 14 декабря 1297, до смерти);
  - вакантно (1297—1305);
- Гийом Арруфат де Форж — (15 декабря 1305 — 1306, назначен кардиналом-священником Санта-Пуденциана);
- Лука Фьески — (1306 — 31 января 1336, до смерти);
  - вакантно (1336—1402);
- Леонардо Чибо — (27 февраля 1402 — 1404, до смерти);
- Жан Жиль — (12 июня 1405 — 1 июля 1408, до смерти);
- Пьетро Стефанески — (2 июля 1409 — 1410, назначен кардиналом-дьяконом Сант-Анджело-ин-Пескерия);
  - Франческо Дзабарелла — (6 июня 1411 — 26 сентября 1417, до смерти — псевдокардинал антипапы Иоанна XXIII);
  - вакантно (1417—1426);
- Ардичино делла Порта старший — (27 мая 1426 — 9 апреля, 1434 года, до смерти);
  - вакантно (1434—1477);
- Пьер де Фуа младший — (15 января 1477 — август 1485, назначен кардиналом-священником Сан-Систо);
  - вакантно (1485—1493);
- Алессандро Фарнезе — (23 сентября 1493 — 29 ноября 1503), in commendam (29 ноября 1503 — 25 сентября 1513, затем избран Папой Павлом III);
- Инноченцо Чибо — (29 сентября 1513 — 26 июня 1517, назначен кардиналом-дьяконом Санта-Мария-ин-Домника);
- Джованни Сальвиати — (13 ноября 1517 — 8 января 1543, назначен кардиналом-епископом Альбано);
- Джакомо Савелли — (8 января 1543 — 9 марта 1552, назначен кардиналом-дьяконом Сан-Никола-ин-Карчере);
- Джироламо Симончелли — (5 декабря 1554 — 15 января 1588, назначен кардиналом-священником Санта-Приска);
- Федерико Борромео старший — (9 января 1589 — 20 марта 1589, назначен кардиналом-дьяконом Сант-Агата-алла-Субурра);
- Гвидо Пеполи — (15 января 1590 — 6 февраля 1592, назначен кардиналом-дьяконом Сант-Эустакьо);
- Фламинио Пьятти — (9 марта 1592 — 15 марта 1593, назначен кардиналом-священником Сан-Клементе);
  - вакантно (1593—1623);
- Агостино Спинола Басадоне — (18 декабря 1623 — 24 марта 1631, назначен кардиналом-священником Сан-Бартоломео-аль-Изола);
- Алессандро Чезарини — (6 сентября 1632 — 9 февраля 1637, назначен кардиналом-дьяконом Санта-Мария-ин-Козмедин);
  - вакантно (1637—1645);
- Бенедетто Одескальки — (24 апреля 1645 — 21 апреля 1659, назначен кардиналом-священником Сант-Онофрио, затем избран Папой Иннокентием XI);
- Одоардо Веккьярелли — (19 апреля 1660 — 31 июля 1667, до смерти);
- Леопольдо Медичи — (9 апреля 1668 — 14 мая 1670, назначен кардиналом-дьяконом Санта-Мария-ин-Козмедин);
- Никола Аччайоли — (19 мая 1670 — 19 октября 1689, назначен кардиналом-священником Санта-Мария-ин-Виа-Лата);
- Фульвио Асталли — (19 октября 1689 — 19 февраля 1710, назначен кардиналом-священником Санти-Кирико-э-Джулитта);
  - вакантно (1710—1730);
- Бартоломео Русполи — (22 ноября 1730 — 21 мая 1741, до смерти);
- Марио Болоньетти — (23 сентября 1743 — 15 мая 1747, назначен кардиналом-дьяконом Сан-Никола-ин-Карчере);
- Карло Витторио Амедео делле Ланце — (31 июля — 2 октября 1747, назначен кардиналом-священником Сан-Систо);
  - вакантно (1747—1753);
- Луиджи Мария Торреджани — (10 декабря 1753 — 22 апреля 1754, назначен кардиналом-дьяконом Санти-Вито-Модесто-э-Крешенция);
  - вакантно (1754—1756);
- Джироламо Колонна ди Шарра — (20 сентября 1756 — 22 сентября 1760, назначен кардиналом-дьяконом Сант-Агата-алла-Субурра);
- Корнелио Капрара — (25 января 1762 — 5 апреля 1765 года, до смерти);
- Бенедетто Ветерани — (1 декабря 1766 — 12 августа 1776, до смерти);
  - вакантно (1776—1785);
- Антонио Мария Дориа Памфили — (11 апреля 1785 — 30 марта 1789, назначен кардиналом-дьяконом Санта-Мария-ад-Мартирес);
- Людовико Фланджини Джованелли — (14 декабря 1789 — 21 февраля 1794, назначен кардиналом-дьяконом Сант-Агата-алла-Субурра);
  - вакантно (1794—1816);
- Джованни Качча Пьятти — (29 апреля 1816 — 15 сентября 1833, до смерти);
  - вакантно (1833—1858);
- Пьетро де Сильвестри — (18 марта 1858 — 27 сентября 1861, назначен кардиналом-священником Сан-Марко);
  - вакантно (1861—1879);
- Томмазо Мария Дзильяра, O.P. — (15 мая 1879 — 1 июня 1891, назначен кардиналом-священником Санта-Прасседе);
  - вакантно (1891—1896);
- Раффаэле Пьеротти, O.P. — (3 декабря 1896 — 7 сентября 1905, до смерти);
- Оттавио Каджано де Ацеведо — (14 декабря 1905 — 6 декабря 1915, назначен кардиналом-священником Сан-Лоренцо-ин-Дамазо);
- Андреас Фрювирт, O.P. — титулярная диакония pro illa vice (7 декабря 1916 — 19 декабря 1927, назначен кардиналом-священником Сан-Лоренцо-ин-Дамазо);
  - вакантно (1927—1935);
- Винченцо Ла Пума — (19 декабря 1935 — 4 ноября 1943, до смерти);
  - вакантно (1933—1953);
- Крисанто Луке Санчес — титулярная диакония pro illa vice (15 января 1953 — 7 мая 1959, до смерти);
- Франческо Морано — (17 декабря 1959 — 12 июля 1968, до смерти);
- Йоханнес Виллебрандс — (30 апреля 1969 — 6 декабря 1975, назначен кардиналом-священником Сан-Себастьяно-алле-Катакомбе);
- Эдуардо Франсиско Пиронио — (24 мая 1976 — 22 июня 1987), титулярная диакония pro illa vice (22 июня 1987 — 22 11 июля 1995, назначен кардиналом-епископом Сабины-Поджо Миртето);
- Джованни Кели — (21 февраля 1998 — 1 марта 2008), титулярная диакония pro illa vice (1 марта 2008 — 8 февраля 2013, до смерти);
- Беньямино Стелла — (22 февраля 2014 — 1 мая 2020, назначен кардиналом-епископом Порто-Санта Руфины);
- Марио Грек — (28 ноября 2020 — по настоящее время).